# Едмондсон (Арканзас)
Едмондсон (англ. Edmondson) — місто (англ. town) в США, в окрузі Кріттенден штату Арканзас. Населення — 243 особи (2020).

## Географія
Едмондсон розташований на висоті 63 метри над рівнем моря за координатами 35°6′16″ пн. ш. 90°18′18″ зх. д. / 35.10444° пн. ш. 90.30500° зх. д. (35.104535, -90.305117). За даними Бюро перепису населення США в 2010 році місто мало площу 8,41 км², уся площа — суходіл.

## Демографія
Згідно з переписом 2010 року, у місті мешкало 427 осіб у 150 домогосподарствах у складі 106 родин. Густота населення становила 51 особа/км². Було 171 помешкання (20/км²).
Расовий склад населення:
| - 67,0 % — чорних або афроамериканців - 28,1 % — білих - 0,5 % — азіатів - 1,4 % — осіб інших рас |

До двох чи більше рас належало 3,0 %. Іспаномовні складали 3,3 % від усіх жителів.
За віковим діапазоном населення розподілялося таким чином: 33,3 % — особи молодші 18 років, 55,9 % — особи у віці 18—64 років, 10,8 % — особи у віці 65 років та старші. Медіана віку мешканця становила 30,7 року. На 100 осіб жіночої статі у місті припадало 82,5 чоловіків; на 100 жінок у віці від 18 років та старших — 85,1 чоловіків також старших 18 років.
Середній дохід на одне домашнє господарство становив 40 149 доларів США (медіана — 26 750), а середній дохід на одну сім'ю — 46 632 долари (медіана — 29 500). Медіана доходів становила 30 000 доларів для чоловіків та 58 125 доларів для жінок. За межею бідності перебувало 37,4 % осіб, у тому числі 85,0 % дітей у віці до 18 років та 35,3 % осіб у віці 65 років та старших.
Цивільне працевлаштоване населення становило 116 осіб. Основні галузі зайнятості: виробництво — 17,2 %, освіта, охорона здоров'я та соціальна допомога — 16,4 %, транспорт — 12,1 %, роздрібна торгівля — 12,1 %.
За даними перепису населення 2000 року в Едмондсоні проживало 513 осіб, 140 сімей, налічувалося 174 домашніх господарств і 198 житлових будинків. Середня густота населення становила близько 61,1 особа на один квадратний кілометр. Расовий склад Едмондсона за даними перепису розподілився таким чином: 27,49 % білих, 71,15 % — чорних або афроамериканців, 0,58 % — корінних американців, 0,58 % — представників змішаних рас, 0,19 % — інших народів. іспаномовні склали 0,39 % від усіх жителів містечка.
З 174 домашніх господарств в 42,5 % — виховували дітей віком до 18 років, 47,7 % представляли собою подружні пари, які спільно проживали, в 26,4 % сімей жінки проживали без чоловіків, 19,0 % не мали сімей. 15,5 % від загального числа сімей на момент перепису жили самостійно, при цьому 5,7 % склали самотні літні люди у віці 65 років та старше. Середній розмір домашнього господарства склав 2,95 особи, а середній розмір родини — 3,29 особи.
Населення містечка за віковим діапазоном за даними перепису 2000 року розподілилося таким чином: 35,9 % — жителі молодше 18 років, 9,0 % — між 18 і 24 роками, 25,7 % — від 25 до 44 років, 18,5 % — від 45 до 64 років і 10,9 % — у віці 65 років та старше. Середній вік мешканця склав 29 років. На кожні 100 жінок в Едмондсоні припадало 98,1 чоловіків, у віці від 18 років та старше — 90,2 чоловіків також старше 18 років.
Середній дохід на одне домашнє господарство в містечкі склав 28 056 доларів США, а середній дохід на одну сім'ю — 30 000 доларів. При цьому чоловіки мали середній дохід в 29 000 доларів США на рік проти 17 917 доларів середньорічного доходу у жінок. Дохід на душу населення в містечкі склав 14 143 долари на рік. 21,5 % від усього числа сімей в окрузі і 24,6 % від усієї чисельності населення перебувало на момент перепису населення за межею бідності, при цьому 31,9 % з них були молодші 18 років і 22,2 % — у віці 65 років та старше.